# Åke Hyenstrand
Gustav Åke Hyenstrand, född 13 juli 1939 i Falu Kristine församling i Dalarna, död 28 november 2007, var en svensk arkeolog. 
Hyenstrand disputerade 1974 vid Stockholms universitet på avhandlingen Centralbygd – Randbygd. Han var professor i arkeologi vid Stockholms universitet 1987-2003, där han efterträdde Mats P. Malmer och avlöstes av Anders Andrén. Han var ledamot av Vitterhetsakademien.
Hyenstrands främsta arkeologiska insats anses vara den förnyade inventeringen av landets fasta fornlämningar under hans tid vid Riksantikvarieämbetets fornminnesavdelning och den storskaliga bearbetningen av den insamlade informationen. I övrigt var Dalarnas järnålder och tidig järnhantering två återkommande teman i hans forskning.
Efternamnet är taget efter sjön Hyen i södra Dalarna.

## Priser och utmärkelser
Tilldelad Oscar Montelius-medaljen av Svenska fornminnesföreningen 2003.